# Wee Jas
Wee Jas è una divinità immaginaria del gioco di ruolo fantasy Dungeons & Dragons. Wee Jas è la divinità della morte e della magia e ha la forma di una donna dall'aspetto affascinante e incantevole, dai capelli rossi e vestita di una veste elegante con indosso gioielli a forma di teschio. Anche il suo simbolo è un teschio, solo che è di colore rosso ed è avvolto dalle fiamme. I suoi seguaci sono negromanti e maghi. Essendo dea della magia rispetta Boccob ma i due non sono alleati.

## Dogma
Come dea della magia, Wee Jas insegna ai suoi seguaci che la comprensione delle cose si può ottenere solo attraverso l'uso della magia. Con lo studio della magia, secondo la dea, si ottengono rispetto, sicurezza, ordine e persino il controllo sul destino. Esorta a portare rispetto verso i maghi che sono vissuti prima poiché attraverso loro adesso è possibile la conoscenza di antichi incantesimi e ammonisce coloro i quali temono la morte dicendo che essa è inevitabile e promettendo che la loro memoria sarà ricordata così come è stato per quelli venuti prima.

## Clero e templi
Quello di Wee Jas è un clero dall'aspetto gerarchico dove regnano la disciplina e l'obbedienza nei confronti dei superiori. I chierici più importanti sono capaci di creare oggetti magici e di investigare sulle più oscure curiosità magiche. Inoltre celebrano anche funerali. Tra questi è rilevante anche la presenza di necromanti oltre che di maghi o stregoni. 
I templi dedicati sono pochi e sorgono nei pressi di antichi cimiteri o perdute catacombe. In questi templi si trovano vaste biblioteche contenenti pergamene e oggetti magici appartenenti ai più grandi maghi del passato.

## Avatar
Gli avatar di Wee Jas hanno le sembianze di donne bellissime e vengono inviati per partecipare ai riti funebri di maghi famosi o per visitare luoghi teatro di morti di massa.